# Incertitude en sciences
 (janvier 2024).
La mise en forme du texte ne suit pas les recommandations de Wikipédia : il faut le « wikifier ».
Les points d'amélioration suivants sont les cas les plus fréquents :
- Les titres sont pré-formatés par le logiciel. Ils ne sont ni en capitales, ni en gras.
- Le texte ne doit pas être écrit en capitales (les noms de famille non plus), ni en gras, ni en italique, ni en « petit »…
- Le gras n'est utilisé que pour surligner le titre de l'article dans l'introduction, une seule fois.
- L'italique est rarement utilisé : mots en langue étrangère, titres d'œuvres, noms de bateaux, etc.
- Les citations ne sont pas en italique mais en corps de texte normal. Elles sont entourées par des guillemets français : « et ».
- Les listes à puces sont à éviter, des paragraphes rédigés étant largement préférés. Les tableaux sont à réserver à la présentation de données structurées (résultats, etc.).
- Les appels de note de bas de page (petits chiffres en exposant, introduits par l'outil «  Source ») sont à placer entre la fin de phrase et le point final[comme ça].
- Les liens internes (vers d'autres articles de Wikipédia) sont à choisir avec parcimonie. Créez des liens vers des articles approfondissant le sujet. Les termes génériques sans rapport avec le sujet sont à éviter, ainsi que les répétitions de liens vers un même terme.
- Les liens externes sont à placer uniquement dans une section « Liens externes », à la fin de l'article. Ces liens sont à choisir avec parcimonie suivant les règles définies. Si un lien sert de source à l'article, son insertion dans le texte est à faire par les notes de bas de page.
- La présentation des références doit suivre les conventions bibliographiques. Il est recommandé d'utiliser les modèles {{Ouvrage}}, {{Chapitre}}, {{Article}}, {{Lien web}} et/ou {{Bibliographie}}. Le mode d'édition visuel peut mettre en forme automatiquement les références.
- Insérer une infobox (cadre d'informations à droite) n'est pas obligatoire pour parachever la mise en page.

Pour une aide détaillée, merci de consulter Aide:Wikification.
Si vous pensez que ces points ont été résolus, vous pouvez retirer ce bandeau et améliorer la mise en forme d'un autre article.

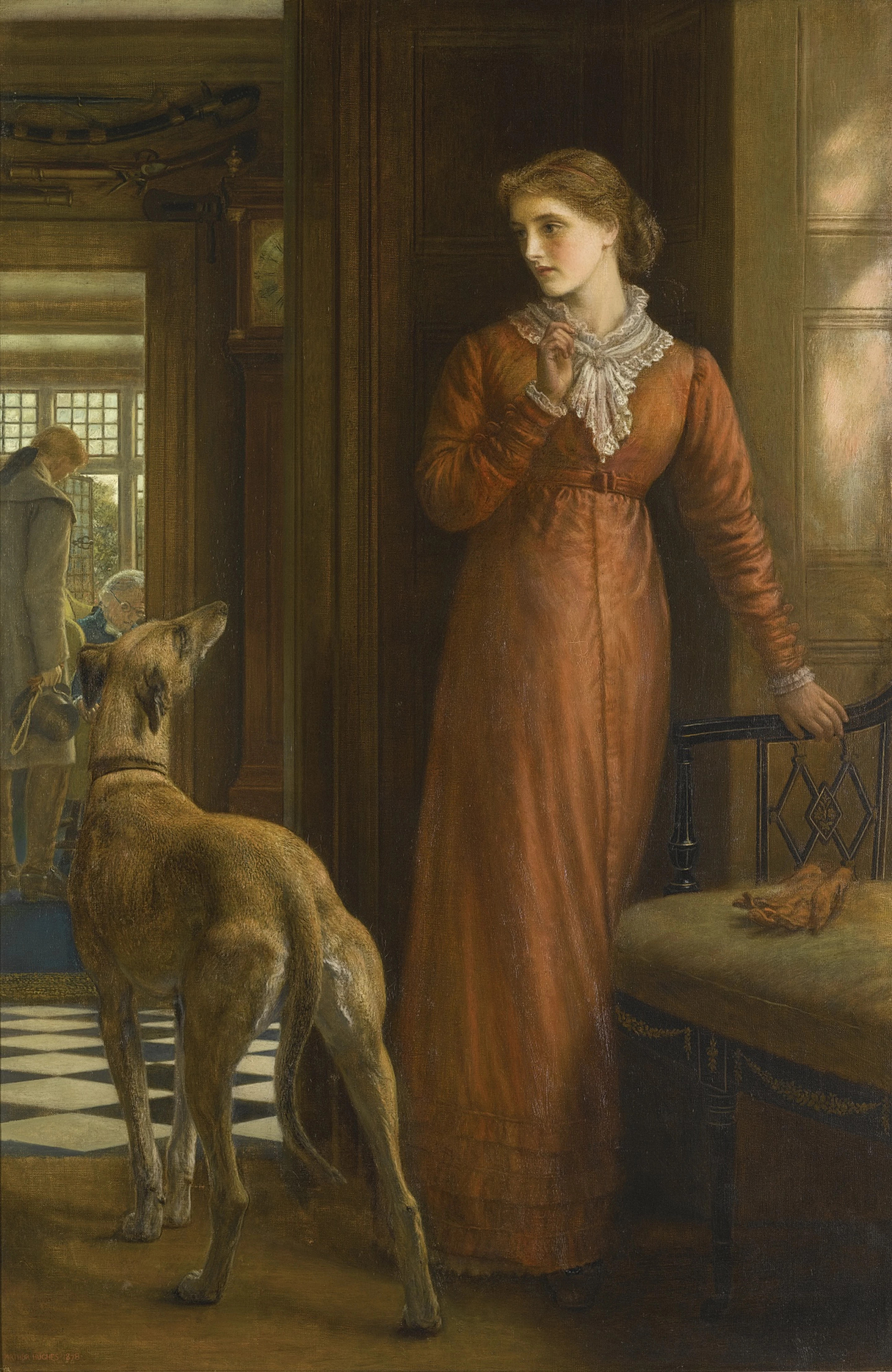
Uncertainty, Huile sur toile d'Arthur Hughes (1878)

L’incertitude est une notion traduisant un état de connaissance incomplet à propos d’un état du monde, passé, présent ou futur. En particulier, on peut concevoir l’incertitude comme « tout écart par rapport à la norme idéale et inatteignable d’une connaissance purement déterministe d’un système. », c’est-à-dire toute divergence d’une description exhaustive d’un système, permettant d’en prédire la trajectoire d’évolution, de façon unique et certaine. L’incertitude est ainsi présente dans tous les champs de la connaissance humaine, en particulier scientifique (physique, biologie, statistiques, médecine, psychologie, sciences sociales, sciences du climat, philosophie, etc…), et a des répercussions directes dans le domaine de la prise de décision, qu’elle soit individuelle ou collective. On peut identifier des formes, des origines, et des niveaux différents de l’incertitude, qui se distribuent notamment en fonction de la nature de l’objet étudié, des questions traitées ou encore des moyens d’investigation disponibles. Aussi, il convient de distinguer l’incertitude des notions suivantes, qui lui sont plus ou moins apparentées : 
| Concepts        | Caractéristiques | Différences notables avec l'incertitude |
| --------------- | --- | --- |
| Erreur          | Écart par rapport à une norme ou valeur de référence. Jugement non conforme à la réalité ou acte inadapté à une situation. | L’existence et l’ampleur de l’écart avec la référence est supposé connue. |
| Imprécision     | Manque ou absence de précision, description partielle d’un objet ou d’un événement, donnant lieu à des cas limites, des zones troubles. Plus spécifiquement en sciences et en ingénierie, l’imprécision d’un système de mesure qualifie la dispersion des résultats qu'il produit. | L’imprécision est une source d’incertitude. Toutefois, la précision semble être une valeur théoriquement atteignable, dans la mesure où elle prend en compte notre niveau de connaissance : on est précis étant donné un certain état du savoir. À l'inverse, la certitude objective semble inaccessible. On peut par ailleurs être précis en parlant de choses imaginaires (exemple : une description précise du Paradis). |
| Imprévisibilité | Qualifie un phénomène dont il n’est pas possible (pratiquement ou théoriquement) de prévoir l’issue. | L'imprévisibilité est plus forte que l'incertitude en général : il est généralement possible de prévoir l'évolution d'un système (ou au moins des trajectoires plausibles), même dans des situations de forte incertitude. Toutefois, certaines formes d'incertitude radicale peuvent conduire à rendre un phénomène imprévisible, comme dans le cas de la théorie du chaos par exemple.                                    |
| Indéterminisme  | Qualifie une situation contingente, où l'état du monde à un instant donné n'implique pas nécessairement une unique trajectoire d'évolution. | L'indéterminisme est source d'incertitude, mais l'incertitude peut apparaître dans la description de systèmes parfaitement déterministes. |
| Hasard          | Principe déclencheur d’événements non liés à une cause connue. | Le hasard est producteur d’incertitude, mais l’incertitude émerge également dans des situations où les causes sont clairement identifiées. |
| Risque          | Probabilité d'occurrence d’un événement indésirable. | L'incertitude n'inclut pas en elle-même de composante normative, et peut donc porter sur une issue reconnue comme bénéfique (le risque est en ce sens un type d’incertitude). |
| Doute           | Le doute est l'état mental caractérisé par une appréhension de l’incertitude. | L’incertitude peut être à l'origine du doute, mais elle ne se réduit pas à un état de l’esprit : elle porte sur des situations objectives, et non seulement sur un ressenti subjectif. |

Par ailleurs, il convient de distinguer l'incertitude de la simple variabilité observée pour un phénomène, susceptible d'être prise en compte et prédite. Au sein d'un modèle, l'incertitude se traduit plus précisément comme la part non-expliquée de cette variabilité.

## Incertitude objective et psychologique
Il convient également de différencier une incertitude de nature psychologique, qui est subjective et reflète le niveau de confiance qu'un agent attribue à une croyance, de l'incertitude objective, qui renvoie à la validité des preuves disponibles sur un sujet donné. Ces deux notions sont corrélées mais indépendantes : le niveau de preuves associé à une croyance peut-être objectivement élevé (ex : l'existence d'un réchauffement climatique d'origine anthropique), et pourtant un individu particulier peut-être hautement incertain sur la question (à cause d'un manque d'information par exemple). Réciproquement, on peut avoir un haut degré de certitude psychologique sur un sujet pour lequel les éléments de justification rationnelle disponibles sont faibles, voire inexistants.

## Incertitude psychologique
L’incertitude se caractérise par un état psychologique d’un individu face à l'absence d’information disponible lui permettant d’établir un jugement ou de se prononcer avec certitude sur le devenir d’un événement. Cet état psychologique est souvent accompagné d’émotions négatives et vécu de manière stressante et insatisfaisante. Cela force le sujet à trouver des solutions pour répondre à cette incertitude et peut donc conduire à de nombreux biais cognitifs quant à la prise de décision ou à la volonté de répondre à cette incertitude. Cet état d’incertitude est inhérent aux capacités cognitives du sujet qui est limité dans sa capacité d’acquérir et de traiter l’information mais également de prendre des décisions sous contrainte de temps.
Cet état peut également émerger de la contradiction entre les attentes et les signaux que nous donne la réalité. Si un individu effectue un entretien d’embauche qui s’est à première vue bien passé, le fait de ne pas recevoir de réponse au bout d’un certain temps est un signal négatif qui va à l'encontre de l’attente et de l’impression vécue initiale ce qui va augmenter le niveau d’incertitude du sujet ainsi que les sentiments négatifs qui y sont liés (crainte, stress etc).
L’étude de cet état psychologique et des biais qui en découlent trouve de nombreuses applications en économie, en théorie de la décision et plus généralement en sciences humaines, questionnant la capacité des chercheurs à établir des modèles prédictifs ou des théories générales.

### Rationalité limitée
L’incertitude est ici subjective et ne concerne pas le monde extérieur, elle provient directement des limites cognitives du sujet à amasser et traiter toute l’information disponible. La rationalité limitée est l’idée développée par Herbert Simon selon laquelle l’agent rationnel est limité dans sa capacité de prise de décision. Cette limitation provient du fait que les individus ne peuvent avoir qu’une connaissance imparfaite des contraintes et des choix possibles. L’information disponible peut être périmée (l’individu peut être soumis à des informations dépassées au moment de prendre sa décision.) ou biaisée par des intérêts divers. L’information a également un coût qui pourrait faire renoncer le sujet dans sa volonté de vouloir l’acquérir (Ignorance rationnelle). Le décideur a en plus une capacité cognitive limitée, il ne peut pas imaginer et analyser précisément tous les scénarios possibles dans une situation incertaine. Cette situation incertaine implique souvent une échéance qui oblige le décideur à prendre des décisions contraintes par un temps donné. La décision effectuée n’est souvent pas la plus efficiente mais vise plutôt à remplir un certain taux de satisfaction.

### Ignorance rationnelle
L'ignorance rationnelle est un concept inventé par l’économiste Anthony Downs dans son traité An Economic Theory of Democracy. C’est une forme de raisonnement affectant le comportement d’un individu, il consiste dans le fait de renoncer à chercher des compléments d’information avant une prise de décision, quand le coût d’obtention de ces dits compléments dépasse l’enjeu de la décision[réf. nécessaire].
Nous sommes limités dans notre capacité à connaître dans un temps donné ce qui amène délibérément à choisir d'ignorer certaines informations ou connaissances dans un but d’optimisation. Cela entraîne des conséquences positives ou négatives.  L’acquisition d’information est toujours coûteuse (en temps notamment), ainsi il est dit rationnel d’être ignorant quand le coût d’une information semble supérieur à l'avantage qu’elle procurerait. Le problème advient alors avec l’incertitude de l’agent quant à la nature de l’information, l’individu ne peut souvent pas prévoir la valeur bénéfique ou non d’une information tant qu’il ne l’a pas obtenue. Nous devons alors établir nos jugements sur le coût et le gain de telles connaissances sur la base d’expériences personnelles, d’estimations, d’intuition etc. Dès lors, même si l’agent est considéré comme rationnel dans son choix d’ignorer une information, ce choix n’en demeure pas moins affecté par l’incertitude liée à la nature et au contenu même d’une information.

### Biais cognitifs

#### Aversion pour l'incertitude
L’aversion pour l’incertitude est caractérisée par une crainte de l'événement incertain, le sujet pense qu’il y a plus à perdre dans une situation incertaine, et par conséquent que le risque à agir est plus grand que celui de l'inaction. L’individu, s’il a le choix, préférera miser sur une situation alternative où la distribution de probabilités portant sur les issues possibles sont connues plutôt que celles où il ne peut que se référer à son estimation personnelle. Le paradoxe d'Ellsberg est une expérimentation connue de ce type de problème. Une des versions de ce paradoxe stipule que si l’on propose à une personne deux saladiers remplis de billes, celui de droite contenant 50% de billes rouges et 50% de billes noires et celui de gauche contenant une quantité inconnue de billes noires et de bille rouges, le sujet préférera le premier saladier alors que la probabilité de tirer une bille noire ou rouge est a priori la même,.

#### Clotûre cognitive
En psychologie sociale, la clôture cognitive a été proposée en 1993 par Arie W. Kruglanski, Donna Webster, et Adena Klem, c’est le besoin d’un individu à avoir une explication rapide à une question qui a un contenu confus ou ambigu parfois même si la réponse est irrationnelle. Cela peut mener à de nombreux biais concernant la recherche de l’information. La clôture cognitive est une conséquence de l’aversion pour l’incertitude.

## Incertitude objective
Cette section propose une typologie de l'incertitude objective, organisée autour de 3 axes complémentaires : la nature de l'incertitude, sa localisation et son intensité.

### La nature de l'incertitude
Au sein de la littérature scientifique (sciences fondamentales, ingénierie, sciences de la décision, philosophie...), il est courant de distinguer deux types ou natures d'incertitude : l'incertitude ontologique (aussi appelée aléatoire, objective, externe, stochastique, inhérente, irréductible ou encore primaire avec des variations de sens plus ou moins importantes en fonction des auteurs,) et l'incertitude épistémique (aussi appelée incertitude subjective, interne, fonctionnelle, informationnelle ou secondaire).

#### Incertitude ontologique
L'incertitude ontologique est associée à la variabilité inhérente à l’objet ou au système considéré qui est hors de notre contrôle. Cette incertitude est donc jugée non-réductible, au moins à court terme, compte-tenu de l'état actuel des connaissances.

##### Hasard fondamental et indéterminisme
Dans la description de certains systèmes, il est possible d’interpréter une part de l’incertitude, comme étant une propriété du monde lui-même, en tant qu’il serait intrinsèquement indéterminé (on retrouve ce débat par exemple pour les structures dissipatives et les systèmes quantiques). Selon un tel point de vue, l’expression de l’incertitude serait le reflet d’un indéterminisme fondamental, compris comme une rupture du principe de causalité. Autrement dit, pour un état du monde donné, il n’y aurait pas un unique scénario d’évolution possible, mais plusieurs futurs envisageables. Ainsi, même une intelligence parfaite et omnisciente, disposant d'une information exhaustive sur les conditions initiales de l'Univers (voir démon de Laplace) ne serait pas en mesure de prédire l'avenir.

##### Systèmes complexes, systèmes dynamiques et chaos
Un système complexe est “un ensemble de nombreux éléments qui interagissent de manière désordonnée, ce qui se traduit par une organisation et une mémoire robustes”. Sa structure est émergente, et ne peut pas être décelée par la seule étude de ses composants. Dans de tels systèmes, il est courant d'observer des phénomènes de rétroaction. Les systèmes complexes se retrouvent dans de nombreux domaines, allant de l’étude du cerveau humain, au fonctionnement de la bourse et des marchés financiers en passant par la régulation des réseaux de gènes.
Certains systèmes dynamiques complexes (ex : le climat) ont une forte sensibilité aux conditions initiales, et sont alors étudiés grâce à la théorie du chaos. Bien qu'ils soient parfaitement déterministes, l'étude de tels phénomènes est entachée d'une incertitude jugée irréductible, car il ne sera jamais possible de décrire avec une précision infinie les paramètres initiaux. En ce sens, la variabilité à l’œuvre dans les systèmes complexes produit une incertitude de nature ontologique.

#### Incertitude épistémique
L'incertitude épistémique est liée à l'imperfection de nos connaissances. Elle provient notamment des limites des données considérées (quantité, qualité, pertinence), de l'interprétation de ces données, des obstacles techniques, méthodologiques ou économiques ou encore d'erreurs humaines et de biais,. Ainsi, l'incertitude épistémique est susceptible d'être réduite, grâce à un progrès dans notre compréhension du système étudié, par exemple en conduisant davantage d'études,.
La distinction entre incertitude ontologique et épistémique permet notamment d'orienter les recherches futures et l'allocation des ressources, en indiquant les incertitudes qui ont été laissées de côté par les travaux en cours, et qui sont susceptibles d'être réduites à l'avenir. L'incertitude épistémique peut elle-même se subdiviser en une incertitude directe et indirecte. La première est immédiatement associée à une hypothèse, fait ou résultat particulier, tandis que la seconde reflète la qualité du cadre théorique et des données qui forment l'arrière-plan supportant l'affirmation en question.

### Les localisations de l'incertitude
L'incertitude peut se manifester à plusieurs endroits au sein d'un modèle et à différentes étapes de son élaboration:
1. Contexte : conditions et circonstances (incluant aussi les valeurs et intérêts des scientifiques et acteurs de la recherche) qui sous-tendent le choix des limites du système ou de l’objet étudié, ainsi que la formulation des questions et des problèmes à traiter.
2. Modélisation : 
  - Incertitude structurelle : manque de connaissance (passé, présent, futur) concernant les éléments du système et leurs relations.
  - Incertitude technique : incertitude émanant de l’implémentation logicielle et matérielle du modèle (bugs, erreurs de programmation, matériel défectueux, etc…)
3. Données d'entrée (inputs) : 
  - Incertitude sur les facteurs extérieurs au système : incertitude sur les forces susceptibles de produire des changements dans le système, sur leur intensité et leurs effets précis.
  - Incertitude sur les facteurs internes au système : incertitude sur les valeurs des variables utilisées dans le modèle, ce qui inclut la manière de récolter, trier et mettre en forme l’information c'est-à-dire, par exemple, l'établissement de conventions sur les grandeurs, leur signification ou les normes métrologiques[19]. L'extension de l'usage des données massives à de nouvelles disciplines (en biologie par exemple) rend cette problématique d'autant plus prégnante[20].
4. Paramètres : pour un contexte et un scénario donnés, les paramètres sont des invariants du modèle. On distingue les paramètres exacts (constantes mathématiques universelles : Pi, nombre d’Euler…), fixes (issus à l’origine d’un processus de calibration, mais considérés comme très fiables et stables ; ex : la valeur de la force de gravité), a priori (non estimables par calibrage) et calibrés (ajustement successif par comparaison entre des prédictions du modèle et des données expérimentales). L’incertitude porte surtout sur les deux derniers types de paramètres.
5. Prédictions et résultats (outputs) : résultat de l’agglomération des incertitudes précédentes par propagation.

### Les niveaux de l'incertitude
Il existe de multiples échelles de l'incertitude, qui dépendent de l'objectif visé (communication scientifique, public, prise de décision, etc...).
On peut envisager l'incertitude comme se répartissant sur un spectre, allant de l'ignorance totale à la quasi-certitude (ou au déterminisme complet). On propose ici de distinguer 3 niveaux intermédiaires de l'incertitude:
1. Incertitude statistique : Les relations fonctionnelles postulées par le modèle sont considérées comme des descriptions adéquates et robustes du système étudié. L'incertitude statistique peut se situer aux différentes localisations du modèle (voir plus haut), mais l'écart avec la "vraie" valeur peut toujours être caractérisé par le biais d'un traitement statistique (par exemple par calibrage). Un cas paradigmatique d'incertitude statistique est l'incertitude de mesure, qui provient notamment d'erreurs d’échantillonnage ou d'un manque de précision des instruments utilisés.
2. Incertitude de scénario : Plutôt qu'une prédiction unique (un seul scénario d'évolution pour le modèle), l'approche par scénario est adopté lorsqu'il existe une gamme de résultats possibles, mais que les mécanismes menant à ces résultats ne sont pas bien compris et qu'il n'est donc pas possible d'évaluer statistiquement la probabilité d'un résultat particulier. Un scénario est une description plausible de l'évolution d'un système, qui ne vise pas à prédire ce qui va se passer au sens strict, mais plutôt à décrire des trajectoires possibles, indiquant ce qui pourrait arriver si tel ou tel ensemble de conditions (souvent non vérifiables empiriquement) est satisfait. On passe alors d'un continuum cohérent de résultats exprimés de manière stochastique à un éventail de possibilités discrètes.
3. Ignorance fonctionnelle : Les mécanismes internes au système, c'est-à-dire l'ensemble de ses relations causales et fonctionnelles sont encore inconnues, ou en cours d'évaluation. Ce faisant, il devient difficile de construire des scénarios sur des fondements rigoureux, en accord avec les exigences méthodologiques de la science. L'ignorance fonctionnelle peut-être de nature épistémique ou ontologique.

## Traitement de l'incertitude

### Quantification de l'incertitude
Plusieurs théories mathématiques et outils formels sont utilisés pour le traitement et la quantification de l'incertitude à travers les sciences ,. La théorie des probabilités et ses extensions (méthode de Monte-Carlo, inférence bayésienne et théorie de Dempster-Shafer) constitue le cadre le plus largement partagé, et permet le traitement des incertitudes de nature à la fois épistémique et ontologique. Pour distinguer ces deux types d'incertitude, on fait parfois appel à des distributions de probabilités de second-ordre (c'est-à-dire des probabilités de probabilités),, en particulier en théorie de la décision. Toutefois, la pertinence des probabilités d'ordre supérieur est contestée par certains auteurs : selon eux, une unique distribution de probabilité classique serait suffisante à rendre compte de toute l'information pertinente,. Ce débat trouve notamment racine dans des conceptions distinctes de la probabilité (voir Interprétations de la probabilité).
Parmi les autres méthodes dédiées exclusivement à l'incertitude épistémique, on retrouve la logique subjective, la logique floue et ses extensions (notamment la Théorie des possibilités), qui modélisent particulièrement bien l'incertitude émanant d'une ambiguïté sémantique, en ne considérant non plus deux valeurs de vérité (vrai ou faux, 0 ou 1), mais un intervalle, contenant une infinité de valeurs possibles entre ces deux extrêmes. Elle fait également usage d'opérateurs flous, qui permettent de caractériser des relations partielles, notamment celle d'appartenance : un objet appartient à un ensemble à un certain degré, ce qui permet de refléter notre niveau d'incertitude associée.
Les outils issus de l'arithmétique d'intervalles sont aussi utilisés.

#### Incertitude de mesure
La métrologie met au point des méthodes d’évaluation des incertitudes de mesure, définies par le Bureau international des poids et mesures (BIPM) comme “la dispersion des valeurs qui peuvent raisonnablement être attribuées à un mesurande” (grandeur que l’on cherche à mesurer). On distingue entre évaluation d’incertitude de type A, qui est un traitement purement statistique des données, lié à la variabilité attendue des valeurs expérimentales (généralement suivant une loi normale), et évaluation d’incertitude de type B, qui désigne toute approche d’évaluation non statistique des séries d’observation (prenant par exemple en compte les sources d’erreurs humaines ou techniques associées à la mesure, comme la précision des appareils, ou encore la qualité du protocole expérimental).

### La gestion collective de l'incertitude dans les sciences
Les stratégies de réduction de l'incertitude peuvent varier grandement en fonction du contexte scientifique, dans la mesure où les types d'incertitude en jeu sont différents d'une discipline à l'autre. La caractérisation de ces incertitudes (nature, localisation, intensité) permet d'identifier les leviers d'action pour améliorer la fiabilité des recherches futures.
Dans une large mesure, la science progresse par la prise en compte méthodique de ces incertitudes à un niveau institutionnel, grâce à un travail collectif de critique, de recherche et d’évaluation des erreurs passées. Ceci passe notamment par des processus d'évaluation par les pairs, de citation des sources, de réplication des études ou encore de recherche systématique de biais.
Dans cette perspective, la science ne se caractérise par un un corpus de méthodes menant à la vérité, mais par un "engagement social à éliminer l'erreur": c'est ce que certains auteurs nomme la nature "auto-correctrice" de la science. Toutefois, certains phénomènes comme les biais de publication, le p-hacking ou la crise de la reproductibilité qui touche actuellement plusieurs disciplines comme la psychologie ou la médecine, mettent au jour certains pressions de nature économique (recherche de financements permanent sur appel à projet, culture du "publish or perish", etc...) et politique qui peuvent venir entraver ces procédures de vérification, pourtant gages de la fiabilité de la science,.

### Prise de décision en situation d'incertitude
La prise de décision en situation d'incertitude intervient dans des contextes de carence informationnelle, c'est-à-dire lorsque toutes les données pertinentes pour l'évaluation ne sont pas disponibles. En plus d'une incertitude scientifique sur l'état limité de nos connaissances, toute prise de décision fait appel à des jugements de valeur et des évaluations, qu'elle soit le fait d'un agent isolé (théorie de la décision), ou bien le résultat d'une agrégation de préférences (théorie du choix social). En économie, ces préférences sont souvent appréhendées par le concept d'utilité, qui fait l'objet d'un traitement mathématique.
Dès lors, on peut identifier une seconde forme d'incertitude normative ou morale, qui porte sur les valeurs et normes des individus, et par extension, sur le caractère bénéfique ou désirables des futurs états du monde possibles. L'évaluation et la prise en compte de ces différentes formes d'incertitude est cruciale dans la prise de décision,.

## Communication de l'incertitude

### Dans les médias
Entre la production des résultats par les chercheurs et leur transmission au grand public, des médias variés (journaux, radios, télévision, blogs...) jouent généralement le rôle d'intermédiaire. En effet, la plupart des individus n'accèdent pas directement aux publications scientifiques (par manque de temps, de ressources matérielles, d'envie, etc...).
Les journalistes jouent donc un rôle majeur dans la construction de la perception générale de l'incertitude associée aux productions de la science. Aussi, le traitement sensationnaliste de l'information par certains médias n'épargnant pas la sphère scientifique, les journalistes peuvent être amené à fournir à leur public une image erronée de la science, généralement poussés par des incitatifs à la fois économique (quête de rentabilité) et symbolique (quête de visibilité). Les deux écueils principaux sont l'exagération ou la minimisation de l'incertitude réelle associée aux résultats scientifiques.

Le premier écueil se manifeste notamment par l'omission des mises en garde associées aux résultats (par exemple en ne mentionnant pas le manque de représentativité d'un échantillon), en ne basant son travail que sur une source unique (un article scientifique, un auteur) ou plus généralement en faisant abstraction du contexte global de la recherche (précédentes publications, état du débat théorique, etc...), et des processus longs et complexes de validation (notamment la réplication), garants de la fiabilité d'une découverte scientifique,.
"Bien souvent, les médias ont tendance à tirer des conclusions hâtives d’une seule étude aux résultats surprenants, sans attendre que ces résultats soient confirmés par d’autres études et d’autres équipes. Le temps de la science, qui est par définition lent, n’est pas celui des médias, ni celui de la décision sanitaire en temps de crise."
À l'opposé, il arrive que le traitement médiatique accentue l'incertitude scientifique. Cet effet peut être amplifié par une minimisation initiale de l'incertitude (premier écueil) : en mettant en avant les résultats d'une première publication comme étant définitifs ("la science a prouvé que..."), il est plus difficile de rendre raison d'une publication future qui vient en nuancer les conclusions (et parfois les contredire), tout en maintenant une image objective de la science. Aussi, il est possible d'accentuer la caractère polémique d'une question scientifique en donnant le même poids (dans un débat en face-à-face par exemple) aux positions marginales et majoritaires, voire consensuelles au sein de la communauté scientifique. Ce fût par exemple le cas dans le traitement du lien entre cancer du poumon et tabac aux États-Unis dans les années 1950, où les journaux accordaient un temps de parole similaires aux chercheurs financés par l'industrie et à ceux qui ne l'étaient pas,. C'est aussi le cas dans une large mesure pour le changement climatique (avec des disparités en fonction des pays toutefois) où les scientifiques marginaux, dont beaucoup sont financés par l'industrie et ont d'énormes intérêts dans l'issue politique du débat, se voient parfois accorder un poids presque égal à celui des scientifiques majoritaires, ce qui conduit à créer un sentiment de controverse. Une version extrême de ce travers consiste à opposer l'avis d'un scientifique à celui d'un non-scientifique (ex : un tenant du créationnisme face à un chercheur en biologie évolutive).
À un niveau individuel, une étude menée sur 202 journalistes scientifiques en Allemagne a pu mettre en lumière plusieurs facteurs associés à la volonté personnelle de représenter (ou non) l'incertitude : la perception de l'incertitude réelle associée au champ scientifique couvert, la manière dont les autres médias traitent l'incertitude ou encore la façon dont le journaliste se représente les attentes et capacités de son audience (en pensant par exemple que le public cible n'est pas capable d'interpréter correctement un discours incluant des marqueurs d'incertitude) semblent ainsi jouer un rôle important.

#### Effets sur le public
Les effets de la communication de l'incertitude scientifique sur le public dépendent de très nombreux paramètres, relatifs aussi bien à la nature du sujet traité, aux conditions matérielles qu'aux tendances idéologiques des individus qui reçoivent l'information (préférences politiques, milieu socio-économique, capacité à supporter le doute, etc...),.
Toutefois, il est important de noter que dans de nombreuses situations, les conséquences d'une communication de l'incertitude scientifique ne sont pas négatives : elles ne changent pas systématiquement l'opinion des individus sur la nature de la science et sa fiabilité, et peuvent même avoir tendance à augmenter l'intérêt et l'engagement envers la science et les technologies. Il semblerait toutefois que la nature de l'incertitude transmise ait une influence importante. En particulier, une revue récente de la littérature met en avant que l'incertitude de nature technique, transmise grâce à des probabilités, des intervalles de confiance ou des marges d'erreurs est toujours associée à des effets positifs ou nuls, tandis qu'à l'inverse, l'incertitude de consensus, qui exhibe des formes de désaccord ou de controverse entre plusieurs experts d'un champ donné, semblent globalement avoir des impacts plutôt négatifs sur la perception de la crédibilité des résultats. Néanmoins, les auteurs rappellent l'importance des variables contextuelles et individuelles dans la réponse à l'incertitude, dont le rôle précis est encore méconnu. Les effets de la communication de l'incertitude doivent donc être évalués localement, et rattachés à un sujet particulier, et un public spécifique,.

### Les rapports du GIEC
Au cours des années, la manière de communiquer l'incertitude dans les rapports du GIEC a connu d'importantes révisions,, motivées notamment par des résultats de la recherche en sciences de la communication sur les effets de la transmission de l'incertitude.
Depuis le cinquième rapport d'évaluation, l'incertitude est traitée selon deux axes : 
- L'incertitude directe (voir Incertitude épistémique) est exprimée de façon à la fois quantitative (probabilités) et qualitative, sur une échelle discrète allant d'exceptionnellement improbable (0 à 1%) à presque certain (99 à 100%),
- L'incertitude indirecte est traduite par un niveau de confiance purement qualitatif, basée à la fois sur la nature, la qualité, la quantité et la cohérence des preuves disponibles, et sur le niveau de consensus qui émerge de la littérature.

Dans ces trois premiers rapports, le GIEC avait été critiqué pour ses méthodes de communication de l'incertitude, source de confusion pour le public et les décideurs,. L'utilisation d'une échelle qualitative de l'incertitude a été introduite à cet effet dans le quatrième rapport, associée à une traduction probabiliste fournie en annexe. Mais de nombreux résultats en psychologie expérimentale ont montré une grande variabilité dans la réception de ce type d'échelle : en fonction des croyances initiales des sujets et du contexte (notamment du pays d'origine), le niveau de probabilité associé par les agents aux énoncés qualitatifs varient grandement, créant un décalage entre la perception et les intentions des auteurs du rapport, , la tendance générale étant de minimiser les probabilités hautes et de sur-estimer les probabilités faibles, conduisant à un aplatissement de l'incertitude. Pour corriger ces défauts, l'utilisation d'indicateurs couplés (qualitatifs et quantitatifs) apparaît être une solution plus satisfaisante, permettant une plus grande homogénéité dans les interprétations par le public, et une meilleure adéquation avec le niveau réel d'incertitude,,.

## En économie

### Incertitude et risque chez Knight
L’économiste Frank Knight fait une distinction entre incertitude et risque. Il commence d’abord par distinguer trois types de probabilité qu’il va nommer la probabilité a priori, la probabilité statistique et l’estimation. Dans le langage bayésien contemporain, dans le premier cas, la distribution de probabilité de l'a priori et tous ses moments sont connus par définition ; dans le deuxième cas, ils sont spécifiés par l'analyse statistique de données empiriques bien définies ; dans le troisième cas, les données existantes ne se prêtent pas à l'analyse statistique. Les situations de risque concernent les deux premiers cas : elles sont caractérisées par des événements auxquels on peut attribuer une probabilité et ainsi prédire l’issue attendue. Dans une situation de risque, l’agent a assez d’information et de données pour estimer la distribution de probabilité des résultats potentiels. On peut alors prendre des décisions éclairées sur la base de calculs de probabilité sur les valeurs attendues.

L’incertitude au contraire correspond au troisième cas, celui de l'estimation : il désigne des situations qui ne peuvent être soumises à aucune quantification probabiliste. L’agent rationnel est confronté à des événements complexes et unique, en constante évolution. Le futur n’est donc pas connu et ne peut l’être d’aucune manière que ce soit. Il y a un degré fondamental d’ignorance, une limite de la connaissance dans la prise de décision et une imprédictibilité des futurs potentiels. La différence entre risque et incertitude se fait donc au niveau de ce qui est peut être mesuré à l’aide des outils mathématiques probabilistes (risque) de ce qui ne l’est pas (incertitude). 
"La différence pratique entre les deux catégories, le risque et l’incertitude, est que s’agissant de la première, la distribution du résultat parmi un ensemble de cas, est connue (soit par le calcul a priori, soit par des statistiques fondées sur les fréquences observées), tandis que ceci n’est pas vrai de l’incertitude en raison de l’impossibilité de regrouper les cas, la situation à traiter présentant un degré élevé de singularité.",

### Incertitude et probabilité chez Keynes
John Maynard Keynes distingue la probabilité qu’un évènement se produise, mesurée par le rapport entre les cas favorables et le nombre total de cas possibles (qui peut-être traité par les mathématiques) de l’incertitude psychologique auquel le sujet fait face lors d’une prise de décision. Dans le deuxième cas, nous avons à faire à un degré de confirmation ou de croyance qu’il serait raisonnable d’avoir envers un ensemble de propositions. La probabilité devient donc ici un rapport d'estimation entre deux propositions qu’il peut être  difficile de comparer quantitativement et d’affirmer que tel événement a plus de chances de se produire qu’un autre. Il est également possible que ces deux propositions ne soient pas comparables du tout. L’intuition et le jugement jouent alors généralement un rôle essentiel dans la manière d’appréhender les probabilités. Pour Keynes, certains événements probabilistes n'impliquent pas l’utilisation des mathématiques, mais plutôt le jugement du sujet, et ce qu'il appelle son "esprit animal". Il prend plusieurs cas pour illustrer cela. Imaginons par exemple une situation où la pluie tombe fréquemment et de manière inattendue dans un endroit donné : 
« Supposons que M. Smith s'apprête à partir en promenade lorsque le baromètre est élevé mais que les nuages sont sombres. Le problème qui se pose est de savoir s'il devrait emporter un parapluie en prévision de la pluie. La possibilité de pluie peut être faible si le baromètre est élevé, tandis qu'elle peut ne pas l'être si les nuages sont sombres. Par conséquent, si le baromètre est élevé mais que les nuages sont sombres, il n'est pas toujours rationnel qu'une possibilité l'emporte sur l'autre dans son esprit. Il pourrait être absurde de mesurer numériquement la probabilité de pluie, ou même de comparer la probabilité de pluie à celle de l'absence de pluie. Il s'agit vraiment d'une question arbitraire pour M. Smith de décider en faveur ou contre le parapluie. En cas de disponibilité du bulletin météorologique, il est susceptible d'affecter la probabilité de pluie et sa décision concernant le parapluie. »
Ici le sujet est donc confronté à deux propositions contradictoires qui ne peuvent être soumises à une quelconque quantification. Keynes dénonce l’attitude des grands penseurs des probabilités et cette tendance à vouloir quantifier et formaliser à outrance la réalité sociale à l'aide des probabilités, notamment à travers la notion d’utilité en économie. L’incertitude se distingue ainsi de la probabilité par la place centrale qui est offerte au sujet et à son esprit animal. Ainsi l’instabilité économique ne résulte pas seulement de la nature stochastique de l’environnement, il existe une instabilité inhérente et caractéristique du sujet : c’est l’esprit animal qui guide les décisions. Cela se transcrit par une spontanéité optimiste plutôt que par des choix mathématiques calculés. Ces choix peuvent être de nature hédoniste, morale ou économique.

## En sciences du climat

### Caractéristiques de l'incertitude dans la modélisation du climat
L'étude physique du climat et l'activité de modélisation associée, qui tente d'en prédire l'évolution future sont confrontées à de multiples formes d'incertitude.

#### Incertitude ontologique
L'incertitude ontologique émerge de la grande complexité et de l'ampleur du système étudié (échelle planétaire), qui résulte d'une interaction intense entre plusieurs sous-systèmes (cycles biogéochimiques, océan, atmosphère, etc...) qui doivent ensuite être couplés, pour tenir compte des interdépendances (voir Modèle climatique). Cela produit au sein des modèles des boucles de rétroaction, et le formalisme mathématique fait intervenir des équations aux effets non linéaires (avec plusieurs milliers de degrés de liberté), ce qui contribue à faire du climat un système chaotique.
Par ailleurs, le climat est grandement affecté par les activités anthropiques et l'incertitude concernant l'évolution à court, moyen et long terme des sociétés humaines s'ajoute donc aux incertitudes proprement physiques.

#### Incertitude épistémique
L'incertitude épistémique se manifeste par notre compréhension limitée des relations causales entre les facteurs qui influencent le climat (incertitude structurelle, voir Les localisations de l'incertitude). Par exemple, l'intensité et le sens (positif ou négatif) de l'effet de rétroaction entre les nuages et l’augmentation globale de la température est encore discuté. Le recours à des simulations informatiques imposent des limites techniques et peut-être source d'erreurs, notamment du fait de la puissance de calcul disponible (incertitude technique).
L'incertitude sur les conditions initiales du modèle, qui servent de base pour le calcul des trajectoires d'évolution du climat, est à la fois de nature épistémique (impossibilité technique ou économique à collecter toutes les données pertinentes avec suffisamment de précision) et ontologique (dues précisément à la très grande sensibilité aux variations de ces données d'entrée). Enfin, le complexe travail de calibrage des modèles climatiques conduit parfois à des ajustements ad hoc des paramètres (c'est-à-dire ne s'appuyant pas sur des mesures réelles), notamment pour compenser des facteurs négligés, .

### Stratégies de réduction de l'incertitude
Pour faire face à l'incertitude portant sur les paramètres des modèles ou les données d'entrées, la plupart des travaux de modélisation du climat (comme ceux du GIEC par exemple) adoptent une approche prédictive par scénarios, en considérant plusieurs ensembles de conditions initiales plausibles (en particulier selon l'évolution mondiale des niveaux d'émissions de gaz à effet de serre), avec des idéalisations et approximations associées,.
L'incertitude structurelle sur le comportement physique du système climatique est quant à elle appréhendée par une approche pluraliste : des études comparatives entre des ensembles de modèles qualifiés sont conduites (ensemble-modeling), afin de simuler le climat dans le cadre de divers scénarios d'émissions,. En confrontant ces modèles aux hypothèses théoriques différentes sur un même scénario (approche multi-modèles), il est possible d'obtenir une fourchette de valeurs robuste ou très probable pour une grandeur donnée (comme l'augmentation de la température globale moyenne par exemple).
Par ailleurs, les incertitudes portant sur certains aspects de la compréhension scientifique du climat n'impliquent pas une incertitude généralisée, en particulier concernant l'origine anthropique du réchauffement climatique, et sur tout un faisceau de conséquences négatives qui lui sont associés avec un haut degré de confiance, (voir par exemple Effets du changement climatique sur les écosystèmes et Effets du réchauffement climatique sur la santé humaine). Ainsi, un diagnostic rigoureux de l'incertitude se fait toujours localement, et doit être associé à une évaluation (quantitative ou qualitative) de son intensité, de son origine et de sa nature.

## En géographie

### Incertitude ontologique

#### Systèmes géographiques complexes
Une incertitude de type ontologique en géographie est caractérisée par les systèmes complexes que sont par exemple les villes, agglomérations et autres réseaux territoriaux. L’une des caractéristiques importantes de ces phénomènes est que le comportement du système ne peut être décrit par uniquement par un seul de ses éléments mais requiert plutôt une approche holistique car de nouvelles propriétés émergent des interactions entre ces composants. Une ville est en effet le fruit d’une interaction entre une multitude d’acteurs et d’un grand nombre d’activités humaines représentées par les citadins, les secteurs financiers, les transports, les services culturels, les logements privés et sociaux, les commerces, les institutions gouvernementales, le tourisme, les réseaux routiers etc.
Le géographe Juval Portugali remarque qu’une des caractéristiques des systèmes complexes est l’auto-organisation, phénomène issu d’une relation non linéaire entre niveau micro et macro. L’émergence d’une structure globale et ordonnée apparaît à la suite de l'interconnexion de divers acteurs particuliers. Les processus auto-organisateurs des villes est donc le résultat au niveau macro d’un grand nombre d'interactions au niveau micro. De ces interactions résulteraient également un pattern ordonné compris comme une expression simplifiée de ce qu’il se passerait au niveau microscopique.  On peut en effet noter la présence de phénomènes qui peuvent sembler paradoxaux tels qu’une désorganisation au niveau micro (variabilité des comportements des citadins, travailleurs, entreprises, automobilistes etc.) et une organisation au niveau macro (Mobilité pendulaire, saturation des réseaux routiers, zones touristiques, économie de la ville etc) dû à une auto-organisation qui est une caractéristique de ces systèmes. La connaissance que nous avons de ces systèmes complexes est incertaine car le nombre important des paramètres en jeu empêche le scientifique de disposer d'un ensemble complet de mesures des objets étudiés. Plus important encore, l'impossibilité d'adopter des approches réductionnistes des systèmes complexes rendrait tout ensemble de mesures "complètes" des composants individuels inadéquat pour la compréhension de l'ensemble organique. Selon Warren Weaver, les modèles probabilistes ne peuvent rendre compte de la complexité car il y a une impossibilité à décrire de manière exhaustive à la fois les composants/relations individuels et les comportements globaux, qui sont souvent des propriétés émergentes des nombreuses interactions au sein du système. Dans un système complexe ouvert (et tous les systèmes géographiques du monde réel sont ouverts), le problème de l'équifinalité pose également la question de la connaissance des processus produisant les phénomènes observés. Le niveau élevé des informations que les acteurs de la ville échangent entre eux et avec leur environnement sont trop complexes, nombreuses et variables pour qu’elles puissent être capturées avec certitude en termes de cause et d’effet ou en termes de probabilités. Les systèmes complexes comme les villes semblent donc être chaotiques, imprévisibles et s’auto-organisent indépendamment des modèles de prédictions et des stratégies de planification urbaine.
Si certains urbanistes pensent qu'à terme les villes pourront être totalement comprises grâce à l'aide de meilleurs outils de simulation et de technique de modélisation, ce qui reviendrait à placer cette incertitude sur le plan épistémique, d’autres pensent que la ville est incertaine dans sa nature même.

### Incertitude épistémique
L’incertitude épistémique se révèle être au cœur de la recherche car la géographie est une science qui repose sur des termes imprécis. L’incertitude des définitions des objets géographiques est un des sujets les plus controversés parmi les géographes du fait de l’hétérogénéité, de l’imprécision, de l’ambiguïté des catégories ou encore de l’applicabilité de ces notions dans une théorie ou un contexte d’analyse particulier. Des notions telles que les villes, les régions, les continents, les frontières, les espaces ou encore les territoires n’ont pas de définition qui permettent d’accorder les géographes entre eux.

#### Imprécision
Le philosophe Achille Varzi explique que tous les objets géographiques sont soumis au paradoxe sorite car il est difficile voire impossible de capturer ces phénomènes complexes au sein d’une catégorie fixe :
"Si vous demandez (1) Quelle est la montagne la plus courte de la planète, vous ferez rire. Cette question est ridicule. Elle est ridicule parce qu'elle présuppose - à tort - qu'il existe une limite inférieure précise à la hauteur d'une montagne, une limite précise qui délimite les petites montagnes des hautes collines. En d'autres termes, (1) qui présuppose que le prédicat "montagne" est précis alors qu'il ne l'est pas. Il s'agit d'un prédicat vague. Et son imprécision est bien reflétée dans le fait qu'il donne lieu à des arguments paradoxaux de type sorite : 

(2) Une parcelle de terre de 30 000 pieds de haut est une montagne. Pour tout k : si une parcelle de terre de (k + 1) pieds de haut est une montagne, une parcelle de terre de k pieds de haut l'est aussi. Par conséquent, une parcelle de terre d'un pied de haut est une montagne. (Les prémisses sont plausibles et l'argument est logiquement valide, comme on peut le vérifier en appliquant 29 999 fois les règles de l'instanciation universelle et du modus ponens ; pourtant, la conclusion est manifestement fausse ). Ce n'est pas une surprise. L'imprécision est un phénomène omniprésent dans la pensée et le langage humains, et le monde de la géographie n'y échappe pas. Ce n'est pas seulement la "montagne" qui en souffre, mais pratiquement tous les mots et concepts géographiques : quelle peut être la taille d'une ville ? Quelle doit être la longueur d'un fleuve ? Combien d'îles faut-il pour former un archipel ?".
La logique floue est utilisée pour répondre à ce genre de problème en géomatique, dans le cadre de modèles de type système d’information géographique.

##### Incertitude culturelle découlant des échelles et des réglementations nationales
Une des possibilités de réduction de l'imprécision est la création de conventions sociales, telles que les frontières administratives et les définitions découlant du droit et de la gestion territoriale d’un État. Cependant, étant donnée la multiplicité des états, une nouvelle hétérogénéité des définitions émerge, créant ainsi une ambiguïté. En France par exemple, une commune urbaine est une commune dont plus de la moitié de la population réside dans une agglomération urbaine, c'est-à-dire une zone bâtie continue (agglomération) comptant au moins 2000 habitants ; en Chine, ce seuil est de plusieurs ordres de grandeur plus élevé et dépend du contexte de gestion du territoire propre au pays. En Inde, des critères fonctionnels comme le pourcentage de travailleurs non agricoles sont également pris en compte. L’ambiguïté des notions de "grandes villes", "commune urbaine", "agglomération" peut donc être liée à une différence de gestion et de catégorisation d’un objet particulier, notamment pour des motifs culturels, mais aussi très souvent pour des raisons d’échelle : une grande ville pour un nombre d’habitants et un certain territoire français n’est pas comparable à ce que serait une grande ville au sein d’un territoire chinois. De même, au sein du même territoire national, une ville urbaine peut dans son comportement (et dans les données qu’elles produit) être plus proche d’une ville classée comme périurbaine ou rurale, que d’une ville de la catégorie à laquelle elle est censée appartenir du fait de l’imprécision de la catégorisation des objets étudiés. Cela peut causer des problèmes d’analyse lors des études de cas sur des phénomènes géographiques.

#### Incertitude liée au manque de données d'un pays
On remarque également que la collecte des données disponible varie d’un pays à un autre. Ainsi, plus le pays est développé, plus l’incertitude pourra être réduite facilement. Cela résulte d’une campagne active de recensement de la part des démographes, géographes et sociologues à propos d’interrogations précises, comme le taux d’alphabétisation dans une région, ainsi que de l’existence d’institutions nationales (ex : Insee), qui permettent une organisation et une politique de la collecte de données coordonnée à l'échelle nationale. De même, les définitions d’une région, d’un département ou encore la réglementation urbaine étant moins précise dans certains pays en développement, il devient alors plus facile pour un géographe ou un démographe de travailler sur la géographie d’un pays développé car les données disponibles sont riches et fournies, et le cadre de définition, bien qu'imprécis, sera d'une ambiguïté moindre. À l'inverse, une incertitude sur le territoire d’un pays en développement sera beaucoup plus grande, en raison du manque de campagnes de recensement, d’une faible réglementation urbanistique ou de données moins riches.

#### Incertitude dans l’explication d’un phénomène géographique
Une des plus grandes difficultés en sciences humaines est la capacité à établir des lois générales pour expliquer les phénomènes. La géographie ne fait pas exception à la règle : le chercheur établit ici des théories générales sur le comportement du système qui se veulent être des lois. Ces lois géographiques sont obtenues par l'analyse comparative, qu'elle soit qualitative (études de cas) ou quantitative (identification de régularités statistiques). Ces lois n’étant pas comparables aux lois de la nature, elles sont limitées à un contexte spatio-temporel donné et souffrent de multiples exceptions qui viennent les contredire. Les géographes appliquent rarement des théories aveuglément à de nouvelles études de cas, lorsque ces théories ont été déterminées pour un contexte différent. Dans ce cas elles sont considérées comme des hypothèses temporaires à vérifier, et leur applicabilité aux nouvelles études de cas est par définition incertaine :
"Ce qui est propre à la production de connaissances dans les sciences sociales, c'est précisément l'intérêt et la nécessité de toujours tester les "lois" à l'aide de nouvelles données. La validité d'une connaissance explicative n'est jamais absolue, et les chercheurs doivent accumuler des preuves de son bien-fondé et/ou des limites à sa validité en la confrontant à de nouvelles études de cas. Dans ce contexte, être conscient des niveaux d'incertitude des explications théoriques actuelles est un moyen d'améliorer l'heuristique de la recherche géographique."

#### Incertitude dans le modèle

##### Géo-simulation
La géo simulation est une technique faisant appel à la notion d’automate cellulaire, utilisée pour modéliser des systèmes géographiques complexes, afin de les analyser et en sortir une prédiction pouvant servir la prise de décision. Elle permet de montrer les phénomènes spatiaux qui émergent de la dynamique collective d’objets en interaction. L’incertitude apparaît dans la simulation du modèle car la complexité des phénomènes simulés conduit à des modèles non déterministes, au-delà de l'automate cellulaire original de Von Neumann. Ces modèles ne sont pas prévisibles par définition, ce qui a pour conséquence l'impossibilité de déterminer des solutions de façon analytique. Avant d'effectuer une simulation d'un modèle non déterministe, nous ne pouvons pas connaître le comportement du modèle. La valeur des paramètres et des variables sera calculée localement à l'aide de méthodes numériques. L'incertitude dans la modélisation et la simulation spatiales est une question importante en géographie théorique et quantitative. La modélisation est un moyen de décrire et de comprendre l'espace géographique, mais elle nécessite une simplification des phénomènes complexes observés. Les choix en matière d'attribution et de sélection des variables sont déterminés par des incertitudes préexistantes dans l'information géographique et la définition des objets géographiques. La modélisation traite également de l'incertitude dans la description des relations entre les entités (règles, équations, relations spatiales et temporelles). Les hypothèses sous-jacentes à ces relations sont incertaines et impliquent des liens de causalité qui ne sont pas toujours fournis par des études empiriques. Les entités et leurs relations constituent la structure du modèle.

#### Système d'information géographique (SIG)
L’incertitude dans la création de SIG résulte de l'accumulation des incertitudes liées aux définitions et à l'explication des phénomènes étudiés. Le chercheur se retrouve face à la difficulté de choisir les définitions à adopter pour représenter un phénomène car il n’y a pas de définition ou d’analyse explicative officielle qui permettrait de faire consensus. Du choix adopté découle donc une certaine interprétation et un parti pris par le géographe en fonction de ce qu’il souhaite représenter ou démontrer. Ainsi même si les données collectées pour la construction d’un SIG sont disponibles, l’incertitude demeure sur le plan qualitatif. Il est également difficile dans l’immédiat de distinguer les bonnes définitions ou théories explicatives d’un phénomène des mauvaises, le tri se fait a posteriori, à la suite de la remise en cause théorique de ces notions par d’autres géographes qui révéleront une erreur à la suite d'une étude de cas particulière.

### Incertitude dans la prise de décision

#### Planification urbaine
L’image que les urbanistes et géographes se font des villes a graduellement changée. De villes parfaitement ordonnés, contrôlables et pouvant faire l'objet d'une planification par le biais d'une théorie systémique, d'où on ferait découler des régularités et lois générales (comme par exemple avec les théories des places centrales du modèle christallérien) ; on passe à des villes complexes, se construisant elles-mêmes par le biais d'acteurs toujours plus nombreux, aux intérêts divers et parfois contradictoires.
Il existe deux types d'incertitudes : la première est celle que l’urbaniste va tenter d'éliminer en mettant en place des mesures d’action. Celle-ci est présente et prise en compte dans l’analyse des risques estimés lors d’une planification territoriale. La seconde est l'incertitude qui va émerger des conséquences non intentionnelles à la suite de la mise en place des mesures planificatrices. Les urbanistes ont longtemps établi des théories générales de ce que serait une ville idéale à travers les notions de cité idéale ou des conceptions novatrices de Le Corbusier. L’échec de telles conceptions, tant sur le plan social, qu'urbanistique ou économique (ex : Éléphant blanc) a permis d’intégrer l’incertitude dans la prise de décision et la planification urbaine, plutôt que de tenter de la supprimer. Cette stratégie implique une participation d'un grand nombre d'acteurs dans la planification, mais aussi une valorisation de la part des urbanistes du concept de réversibilité, le but étant de transformer les acteurs de la ville en des participants actifs des projets et des planifications qui sont en cours ou envisagés. Cette approche fait confiance à l'intelligence collective.